# Agelastes
Agelastes és un gènere d'ocells de la família dels numídids (Numididae), habitant de les àrees selvàtiques africanes.

## Llista d'espècies
S'han descrit dues espècies dins aquest gènere.
- Agelastes meleagrides - Pintada pitblanca.
- Agelastes niger - Pintada negra.